# 阿斯帕克 (摩泽尔省)
阿斯帕克（法語：Aspach）是法国摩泽尔省的一个市镇，属于萨尔堡区（Sarrebourg）洛尔屈安县（Lorquin）。该市镇总面积4.13平方公里，2009年时的人口为45人。

## 人口
阿斯帕克人口变化图示